# 蘇原外山町
蘇原外山町（そはらとやまちょう）は、岐阜県各務原市の地名。現行行政町名は蘇原外山町一丁目から三丁目。

## 地理
各務原市の蘇原地区に属する。
町域の東部は蘇原東門町、西部は蘇原古市場町、南部は蘇原昭栄町、北部は蘇原飛鳥町、蘇原清住町に接する。
外山の南麓に位置し、地名は蘇原古市場町の小字の「外山」に因む。
蘇原外山町の住民の大部分は二丁目の川協団地に住む。

## 歴史
1976年（昭和51年）3月27日、この地域の区画整理が行われ、蘇原古市場町の一部をもって蘇原外山町が成立。

## 世帯数と人口
2024年（令和6年）10月1日現在の世帯数と人口は以下の通りである。尚、三丁目は山林と田畑であり、住民は0人である。
| 丁目             | 世帯数  | 人口  |
| ---------------- | ------- | ----- |
| 蘇原外山町一丁目 | 5世帯   | 16人  |
| 蘇原外山町二丁目 | 125世帯 | 273人 |
| 蘇原外山三丁目   | 0世帯   | 0人   |
| 計               | 130世帯 | 289人 |

## 小・中学校の学区
市立小・中学校に通う場合、学区は以下の通りとなる。尚、蘇原外山町の自治会は川協団地自治会である。
| 番・番地等 | 小学校                   | 中学校               |
| ---------- | ------------------------ | -------------------- |
| 全域       | 各務原市立蘇原第一小学校 | 各務原市立蘇原中学校 |

## 主な施設
- 川協団地公民館
- 市隼雄命墳墓

## 交通
- 岐阜バス倉知線
- 各務原市ふれあいバス蘇原線